# Verbandsgemeinde Alzey-Land
Die Verbandsgemeinde Alzey-Land ist eine Gebietskörperschaft im Landkreis Alzey-Worms in Rheinland-Pfalz. Der Verbandsgemeinde gehören 24 eigenständige Ortsgemeinden an. Der Verwaltungssitz ist in der namensgebenden Stadt Alzey, die aber der Verbandsgemeinde nicht angehört.

## Geographie
Die Verbandsgemeinde umschließt mit ihren 24 Gemeinden die Kreisstadt Alzey ringförmig. Das Gebiet erstreckt sich auf 174 Quadratkilometer.

## Verbandsangehörige Gemeinden
Die nachfolgende Tabelle listet die 24 Ortsgemeinden inklusive der Einwohnerzahlen mit Stand 31. Dezember 2023 auf.
| Ortsgemeinde             | Einwohnerzahl | Weinbergsfläche in Hektar |
| ------------------------ | ------------- | ------------------------- |
| Albig                    | 1.634         | 358                       |
| Bechenheim               | 413           | 32                        |
| Bechtolsheim             | 1.819         | 244                       |
| Bermersheim vor der Höhe | 391           | 90                        |
| Biebelnheim              | 684           | 183                       |
| Bornheim                 | 852           | 105                       |
| Dintesheim               | 163           | 37                        |
| Eppelsheim               | 1.213         | 93                        |
| Erbes-Büdesheim          | 1.434         | 48                        |
| Esselborn                | 409           | 27                        |
| Flomborn                 | 1.063         | 96                        |
| Flonheim                 | 2.691         | 403                       |
| Framersheim              | 1.584         | 288                       |
| Freimersheim             | 719           | 11                        |
| Gau-Heppenheim           | 569           | 110                       |
| Gau-Odernheim            | 4.075         | 373                       |
| Kettenheim               | 321           | 29                        |
| Lonsheim                 | 601           | 121                       |
| Mauchenheim              | 967           | 74                        |
| Nack                     | 597           | 25                        |
| Nieder-Wiesen            | 597           | –                         |
| Ober-Flörsheim           | 1.334         | 78                        |
| Offenheim                | 648           | 80                        |
| Wahlheim                 | 598           | 51                        |

## Geschichte
Durch das 12. Landesgesetz zur Verwaltungsvereinfachung vom 1. März 1972 wurde die Verbandsgemeinde Alzey-Land mit Wirkung vom 22. April 1972 gebildet. Am 13. Februar 1973 wurde mit der Landwirtschaftskammer Rheinland-Pfalz der Erwerb des ehemaligen Kammergebäudes in der Kreisstadt Alzey vereinbart. Die Verwaltung der Verbandsgemeinde konnte somit ihre Tätigkeit in dem Gebäude aufnehmen.

## Bevölkerungsentwicklung
Die Entwicklung der Einwohnerzahl der Verbandsgemeinde Alzey-Land, bezogen auf das Gebiet der heutigen Verbandsgemeinde; die Werte von 1871 bis 1987 beruhen auf Volkszählungen:
| Jahr | Einwohner |
| ---- | --------- |
| 1815 | 13.510    |
| 1835 | 20.025    |
| 1871 | 18.105    |
| 1905 | 18.201    |
| 1939 | 17.688    |
| 1950 | 21.439    |

| Jahr | Einwohner |
| ---- | --------- |
| 1961 | 19.901    |
| 1970 | 19.308    |
| 1987 | 18.681    |
| 1997 | 22.834    |
| 2005 | 24.109    |
| 2023 | 25.376    |

## Politik

### Verbandsgemeinderat
Der Verbandsgemeinderat Alzey-Land besteht aus 36 ehrenamtlichen Ratsmitgliedern, die bei der Kommunalwahl am 9. Juni 2024 in einer personalisierten Verhältniswahl gewählt wurden, und dem hauptamtlichen Bürgermeister als Vorsitzendem.
Die Sitzverteilung im Verbandsgemeinderat:
| Wahl | SPD | CDU | Grüne | FDP | Linke | FWG | Gesamt   |
| ---- | --- | --- | ----- | --- | ----- | --- | -------- |
| 2024 | 9   | 10  | 3     | 2   | –     | 12  | 36 Sitze |
| 2019 | 12  | 9   | –     | 3   | 2     | 10  | 36 Sitze |
| 2014 | 15  | 10  | –     | 2   | –     | 9   | 36 Sitze |
| 2009 | 14  | 9   | –     | 3   | –     | 10  | 36 Sitze |
| 2004 | 14  | 11  | –     | 2   | –     | 9   | 36 Sitze |

- FWG = Freie Wählergruppe Alzey-Land e. V.

### Bürgermeister
1. 1972–1984: Karl Kern (SPD)
2. 1984–2004: Ernst Walter Görisch (SPD)
3. seit 2004: Steffen Unger (parteilos – Kandidat von CDU und FWG)

Steffen Unger wurde bei der Direktwahl am 11. März 2012 mit einem Stimmenanteil von 68,21 %,. sowie bei der Direktwahl am 15. März 2020 mit einem Stimmenanteil von 68,6 % für jeweils weitere acht Jahre in seinem Amt bestätigt.

### Wappen
Seit 1975 trägt die Verbandsgemeinde ein eigenes Wappen, welches nach einer leichten Korrektur am 2. Mai 1986 in der heutigen Form genehmigt wurde. Nach dem Gutachten des Landesarchivs Speyer wird dies wie folgt beschrieben: In von Gold und Grün schräglinks geteiltem Schildbord, von Schwarz und Silber schräglinks geteilt, oben ein wachsender rotbewehrter, -bezungter und -bekrönter goldener Löwe, unten eine grünbeblätterte und -bestielte grüne Weintraube.
Das Wappen verbindet somit Vergangenheit und Gegenwart: Der Löwe weist auf die Zugehörigkeit von 17 Gemeinden der Verbandsgemeinde vor der Französischen Revolution zur Kurpfalz hin. Die Zahl der Gemeinden wird durch die 24 Beeren der Weintraube dargestellt. Gleichzeitig wird mit der Weintraube die besondere Bedeutung des Weinbaus für die Region hervorgehoben.

## Kultur

### Weinfest und Weinkönigin
Die Verbandsgemeinde richtet seit 1987 am letzten Wochenende im Juni in einer ihrer Ortsgemeinden ein Weinfest aus. Seit 2009 kürt die Verbandsgemeinde für das Weinfest ebenfalls ihre eigene Weinkönigin. Als einzige Gemeinde konnte bislang Framersheim zwei Weinköniginnen stellen.
1. 2009: Veronika I. (Weingut Strubel-Roos / Flonheim)
2. 2010: Kerstin I. (Weingut Rupp / Framersheim)
3. 2011: Annette I. (Weingut Rehn / Erbes-Büdesheim)
4. 2012: Daniela I. (Biebelnheim)
5. 2013: Ariane I. (Weingut Knell / Mauchenheim)
6. 2014: Melanie Diana I (Weingut Kürner / Framersheim)
7. 2015: Sarah Elisa I (Gau-Odernheim)
8. 2016: Sina I. (Bechtolsheim)
9. 2017: Anna I. (Weingut Nierstheimer / Nack)
10. 2018: Katharina I (Esselborn)
11. 2019: Anna II. (Freimersheim)
12. 2021: Lea I. (Offenheim)
13. 2023: Mara I. (Mauchenheim)

### Theatertage
Seit 2011 veranstaltet die Verbandsgemeinde die Theatertage Alzeyer Land. Die ersten Theatertage standen unter dem Motto Rheinhessen feiert seinen Geburtstag und sollten eine Vorfreude auf den 200. Geburtstag von Rheinhessen im Jahr 2016 sein.

## Wirtschaft und Infrastruktur

### Verkehr
Da der öffentliche Personennahverkehr (ÖPNV) hauptsächlich auf den Berufs- und Schülerverkehr ausgerichtet ist, gibt es seit 1994 den sogenannten Ruftaxi-Verkehr. Dieser bietet die Möglichkeit, an Wochenenden und Abendstunden Fahrten innerhalb der Verbandsgemeinde Alzey-Land durchzuführen. Der Ruftaxi-Verkehr ergänzt den ÖPNV und trägt zur Verbesserung der Infrastruktur bei.

### Medien
Einmal in der Woche erscheint das „Nachrichten-Blatt für die Verbandsgemeinde Alzey-Land“ ehemals Amtsblatt, welches über einen amtlichen und einen nichtamtlichen Teil verfügt und über die Ergebnisse der jeweiligen Ortsgemeinderatsitzungen und weitere Veranstaltungen, berichtet. Das Nachrichtenblatt hat eine Auflage von 10.270 Exemplaren und wird kostenlos an alle Haushalte zugestellt.

### Öffentliche Einrichtungen
Die Verbandsgemeinde ist Trägerin zahlreicher gemeindeeigener Einrichtungen. Wie beispielsweise der gemeindeeigenen Kindergärten, Grund- und Hauptschulen und Veranstaltungshallen, wie zum Beispiel der Petersberghalle in Gau-Odernheim oder das Adelbergstadion in Flonheim.
Auch für die Abwasserreinigung ist die Verbandsgemeinde mit ihren drei Kläranlagen in Bechtolsheim, Flonheim und Nack/Nieder-Wiesen verantwortlich. Alle Kläranlagen haben eine dritte Reinigungsstufe und entsprechen damit den heutigen Anforderungen.

#### Freiwillige Feuerwehr
Mit Ausnahme der Orte Dintesheim, Bermersheim vor der Höhe, Gau-Köngernheim und Uffhofen verfügt die Verbandsgemeinde in allen Ortsgemeinden über Freiwillige Feuerwehren (20 Stück), die von der Verbandsgemeinde getragen werden. Die Gesamtstärke der ehrenamtlichen Feuerwehrleute liegt bei 538 (davon 34 Frauen) und 34 Fahrzeugen (Stand 2022).

#### Kindergarten
Neben den Kindergärten und -tagesstätten, die von der Verbandsgemeinde Alzey-Land in Biebelnheim, Eppelsheim, Flomborn, Flonheim, Framersheim, Gau-Heppenheim, Gau-Odernheim, Mauchenheim, Nieder-Wiesen und Wahlheim getragen werden, gibt es konfessionelle Kindergärten in Albig, Bechtolsheim, Bornheim, Ober-Flörsheim und Offenheim (alle evangelisch) und den katholischen Kindergarten St. Bartholomäus in Erbes-Büdesheim.

#### Schulen
Folgende sieben Grund- und zwei Hauptschulen, bzw. seit dem Schuljahr 2009/2010 Realschule plus, werden von der Verbandsgemeinde Alzey-Land getragen:
| Ort der Schule                                                     | Zuständig für: | Die Realschule plus (früher Hauptschule) ist zusätzlich zuständig für:                                           |
| ------------------------------------------------------------------ | --- | --- |
| Grundschule Albig                                                  | Albig und Bermersheim v. d. H.                                                                                     | – |
| Grundschule Bechtolsheim                                           | Bechtolsheim und Biebelnheim                                                                                       | – |
| Grundschule Erbes-Büdesheim                                        | Erbes-Büdesheim, Nack und Nieder-Wiesen                                                                            | – |
| Grundschule Mauchenheim                                            | Bechenheim, Mauchenheim und Offenheim                                                                              | – |
| Grundschule Flomborn / Realschule plus Flomborn–Flörsheim-Dalsheim | Dintesheim, Eppelsheim, Esselborn, Flomborn, Freimersheim, Gau-Heppenheim, Kettenheim, Ober-Flörsheim und Wahlheim | Framersheim, Mauchenheim und Offenheim                                                                           |
| Grundschule Flonheim / Realschule plus Flonheim                    | Bornheim, Flonheim, Lonsheim                                                                                       | Albig, Bechenheim, Bechtolsheim, Bermersheim, Biebelheim, Erbes-Büdesheim, Gau-Odernheim, Nack und Nieder-Wiesen |
| Grundschule Gau-Odernheim                                          | Gau-Odernheim und Framersheim                                                                                      | – |

Weiterführende Schulen werden vom Landkreis Alzey-Worms getragen.